# Laroin
Laroin är en kommun i departementet Pyrénées-Atlantiques i regionen Nouvelle-Aquitaine i sydvästra Frankrike. Kommunen ligger i kantonen Jurançon som tillhör arrondissementet Pau. År 2022 hade Laroin 1 035 invånare.

## Befolkningsutveckling
Antalet invånare i kommunen Laroin
| Referens: INSEE |